# KF Shqiponja
KF Shqiponja Peje este o echipă de fotbal din Kosovo. Evoluează în Superliga (Kosovo).

## Lotul actual de jucători
| Nr. |         | Poziție | Jucător           |
| --- | ------- | ------- | ----------------- |
|     | Albania | P       | Emin Bajrami      |
|     | Albania | P       | Ali Memeti        |
|     | Albania | F       | Edon Rushiti      |
|     | Albania | F       | Artan Demiri      |
|     | Albania | F       | Bedri Destani     |
|     | Albania | F       | Hamdi Murati      |
|     | Albania | F       | Besar Destani     |
|     | Albania | M       | Rinor Demiri      |
|     | Albania | M       | Shkelqim Ramadani |
|     | Albania | M       | Nazif Alimi       |
|     | Albania | A       | Gazmend Latifi    |
|     | Albania | A       | Alban Ramadani    |
|     | Albania | A       | Faton Demiri      |